# Lissonota albomaculata
Lissonota albomaculata är en stekelart som först beskrevs av Cameron 1899.  Lissonota albomaculata ingår i släktet Lissonota och familjen brokparasitsteklar. Inga underarter finns listade i Catalogue of Life.